# Baltimore-Zwischenfall

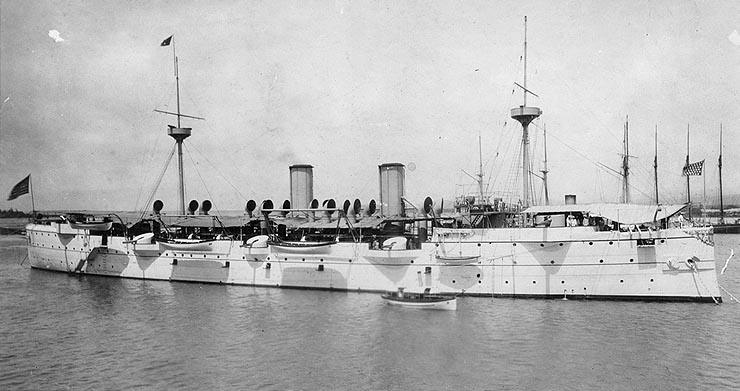
Zwei betrunkene Seeleute der Baltimore wurden in Valparaíso von einer erregten Volksmenge getötet.

Der Baltimore-Zwischenfall war ein Vorfall im Hafen von Valparaíso, der 1891 einen diplomatischen Konflikt zwischen den Vereinigten Staaten und Chile auslöste. 

## Geschichte
Die USA beabsichtigten, die chilenische Regierung zu unterstützen, der es nicht gelang, die Erhebung des Parlaments und der Marine im chilenischen Bürgerkrieg von 1891 niederzuschlagen. Eine internationale Flotte, zu der auch der US-amerikanische Kreuzer Baltimore gehörte, beschlagnahmte in diesem Zusammenhang die Itata, ein Schiff der Aufständischen, das US-amerikanische Waffen aus dem chilenischen Hafen Valparaíso zu den in den nördlichen chilenischen Provinzen operierenden Kongresstruppen transportieren wollte.
Als Reaktion hierauf griff am 16. Oktober 1891 in Valparaíso, das sich als Sitz des chilenischen Nationalkongresses und Hauptstützpunkt der chilenischen Marine fest in der Hand der rebellierenden Parlamentsanhänger befand, ein Mob aus erregten Bürgern eine Gruppe von Besatzungsmitgliedern der Baltimore vor einer Hafenkneipe an, in der sie gezecht hatten. Bei dem Zwischenfall starben zwei amerikanische Seeleute und 17 wurden verletzt. Nach dem Sieg der Kongressanhänger und dem Suizid des chilenischen Präsidenten wies die neue Regierung Chiles die US-amerikanischen Proteste wegen des Vorfalls zurück. Als US-Präsident Benjamin Harrison im Kongress der Vereinigten Staaten jedoch eine Rede gegen die neue chilenische Regierung hielt und dieser mit Vergeltungsmaßnahmen drohte, entschuldigte sich Chile und zahlte als Wiedergutmachung 75.000 US-Dollar in Gold.